# Sinik
Sinik, справжнє ім'я — Томас Ідір (народився 26 червня, 1980) в Парижі — французький реп-виконавець, за походженням — кабіл. Його батько родом з Алжиру, а мати — француженка.
Його зустріч з Diam's в 14 років послужила відправною точкою його кар'єри. Вони називають один одного братом і сестрою.
У 2001 заснував свій лейбл — 6-0-9 (Six-O-Nine).
Альбом «Le Toit du Monde», випущений у 2007, містить пісню під назвою «Je Réalise» записану за участі британського композитора Джеймса Бланта. Пісня виконується двома мовами, англійською та французькою.